# Elusor macrurus
Elusor macrurus is een schildpaddensoort uit de familie slangenhalsschildpadden (Chelidae). De soort is de enige uit het geslacht Elusor.

## Naam en indeling
De wetenschappelijke naam van de soort werd voor het eerst voorgesteld door John Cann en John Leggler in 1994. Ook het geslacht Elusor werd beschreven door Cann en Leggler in 1994.
De wetenschappelijke geslachtsnaam Elusoris afgeleid van het is afkomstig van het Latijnse eludo, wat "ontkomen" of zelfs "voor de gek houden" betekent. Dit verwijst naar het feit dat de soort reeds lang bekend was in de dierenhandel maar men niet wist waar het leefgebied van de soort was. Het tweede deel van de naam is een samentrekking van het Griekse makros – "lang" – en oura – "staart", verwijzend naar de lange staart.
De Nederlandse bijnaam van de soort is punkschildpad. Dit verwijst dan weer naar het mos of wier dat soms op het hoofd en de rug van de dieren groeit. Dit kan gebeuren doordat ze zo lang onder water blijven.
Er was niet veel bekend over deze pas in 1994 beschreven soort, die tussen 1970 en 1990 volop verhandeld werd in dierenwinkels. Het was zelfs niet bekend waar deze schildpadden precies vandaan kwamen. Pas in 1990 werd dat ontdekt en in 1994 werd de schildpad als een aparte soort beschreven. Elusor macrurus werd veel verward met de soort Myuchelys latisternum, die in een veel groter gebied in Australië voorkomt.

## Uiterlijke kenmerken
De schildpad kan een rugschildlengte bereiken van 37,8 centimeter en is daarmee een van de grootste slangenhalsschildpadden van Australië. Het schild is plat en weinig koepelvormig en duidelijk langer dan breed. De schildkleur is donkerbruin tot bijna zwart maar het schild is vaak dusdanig begroeid met mos en algen dat de oorspronkelijke kleur niet meer te zien is. De marginaalschilden worden breder naar de buitenzijde en hebben aan de onderzijde een lichte buitenrand. Op het midden van de rug is een lage lengtekiel aanwezig die loopt van het tweede tot het vierde wervelschild. Het buikschild heeft een grijze tot geelwitte kleur. De plastronformule is als volgt: pect > fem > an > (soms fem > pect = an) abd > gul > hum > intergul.
Elusor macrurus heeft een brede kop met uitpuilende ogen, de neuspunt is iets verlengd en onderaan de kop zijn twee duidelijk zichtbare baarddraden aanwezig. De nek is relatief kort voor een schildpad uit de familie Chelidae, maar steekt duidelijk uit. De huid aan de onderzijde van de kop en poten is grijsachtig. Juvenielen hebben een bijna cirkelronde lichaamsvorm, het rugschild heeft een bruine tot oranje kleur. Ze hebben op iedere schildplaat een zwarte stip, de marginaalschilden hebben een stekelige punt aan de achterzijde maar dit verdwijnt met de jaren.
Opmerkelijk is de staart, die bij mannetjes disproportioneel groot is en zo dik als een pols, de staart kan tot zeventig procent van de lichaamslengte bedragen. De staart heeft een brede basis en de cloaca is vrijwel aan het einde van de staart gelegen, wat zeer uitzonderlijk is bij schildpadden. Het staartuiteinde bevat tevens lange en zware wervels waarvan de functie niet geheel duidelijk is. De vrouwtjes hebben een 'normale' staart en een wat in de doorsnede breder schild. Vanwege het kleine verspreidingsgebied is er weinig variatie binnen de soort.

## Levenswijze
Elusor macrurus is een omnivoor, op het menu staan kreeftachtigen, vissen kikkers, tweekleppigen en slakken, daarnaast worden ook algen gegeten. Zoals bij veel schildpadden voorkomt, verandert de schildpad naarmate hij ouder wordt van voedsel. Juvenielen eten vooral dierlijk materiaal, oudere dieren gaan steeds meer plantaardig materiaal eten en worden volledig herbivoor. Er is wel beschreven dat oudere exemplaren ook wel insectenlarven eten maar deze worden meer waarschijnlijk per ongeluk met de plant gegeten dan dat er specifiek op wordt gejaagd. De schildpad is onder water erg snel maar bij bedreiging vertoont het dier geen vluchtgedrag en kan gemakkelijk worden gevangen.

## Voortplanting
Het voortplantingsseizoen start als de oktoberregens beginnen, waarna de nesten in zandbanken worden gegraven, soms tientallen meters van het water. De eieren zijn ongeveer vijftien millimeter breed en 25 mm lang, het zijn er gemiddeld vijftien maar het aantal kan oplopen tot 25 per legsel. De eieren hebben een harde schaal en zijn ongeveer 34 tot 37 millimeter lang en 23 tot 25 mm breed. De eieren ontwikkelen zich relatief snel en komen al na twee maanden uit. Als de jongen uit het ei kruipen zijn ze ongeveer 33 tot 37 mm lang, de rugschilden overlappen elkaar dan nog. Opmerkelijk is dat deze soort als een van de weinige soorten schildpadden geslachtschromosomen heeft, het geslacht wordt dus niet bepaald door de omgevingstemperatuur zoals bij vrijwel alle andere schildpadden.

## Verspreiding en habitat
De soort komt voor in delen van Australië en leeft endemisch in de staat Queensland. Het verspreidingsgebied beslaat voornamelijk de Maryrivier in het zuiden van de staat. Daarnaast is de soort op andere plaatsen aangetroffen maar dit betreft vermoedelijk uitgezette exemplaren. De bekendste populatie bevindt zich rond Maryborough.
De habitat bestaat uit stromend water hier en daar onderbroken door zandbanken, die gebruikt worden voor het afzetten van de eitjes, en ondergedoken objecten als bomen en rotsen om te schuilen. Elusor macrurus leeft in ondiepe wateren met een diepte van ongeveer anderhalf tot twee meter. De schildpad kan zeer lang onder water kan blijven: tot zelfs 72 uur. Dit is mogelijk doordat ze kunnen ademen door water in- en uit de cloaca te pompen waarbij zuurstof aan het water wordt onttrokken door het inwendige lichaamsweefsel.

## Beschermingsstatus
Door de internationale natuurbeschermingsorganisatie IUCN is de beschermingsstatus 'bedreigd' toegewezen (Endangered of EN).